# Iniciales
Iniciales fue una revista anarcoindividualista ecléctica y naturista. El primer número aparece en Barcelona en febrero de 1929. Sucesora de la revista barcelonesa Ética (1927-1929). Tuvo una periodicidad mensual y quincenal.
Fue dirigida por el anarcoindividualista José Elizalde, traductor de Han Ryner y de Émile Armand, y miembro del grupo «Sol y Vida» que se reunía en el Ateneo Naturista Ecléctico de Barcelona. Colaboraron Isaac Puente, Federica Montseny, David Díez, Han Ryner, María Huot, André Lorulot, Juan del Pi, Leon Drovar, Tato Lorenzo, Medina González, Miguel Giménez Igualada, entre otros.
Después, con el título de Ética, salió en Valencia entre 1935 y 1936, con una redacción formada por Felipe Alaiz, José Alberola, Progreso Fernández, T. Ruiz y Gonzalo Vidal.
Entre abril de 1936 y abril de 1937 se suspendió la publicación, y volvió a editarse con el nombre de Iniciales en Barcelona, a partir de abril de 1937. El último número es el de mayo de 1937.
Como revista ecléctica que era, trataba diferentes temas: anarquismo doctrinal, pedagogía, individualismo, educación sexual, procreación consciente, naturismo, nudismo, amor libre, excursionismo, danza, lucha contra los vicios, etc.
En 2001 el historiador Xavier Díez le dedicó un libro monográfico: Utopia sexual a la premsa anarquista de Catalunya. La revista Ética-Iniciales (1927-1937).

## Subtítulos
- «Revista ilustrada de educación individual»
- «Revista mensual ecléctica de educación individual»
- «Revista mensual gráfica de los espíritus libres»
- «Revista mensual»
- «Publicación quincenal individualista»